# Adrien Coria
Adrien Coria est un joueur argentin de rink hockey né le 8 septembre 1981. Il évolue durant quatre saisons en France au sein du l'US Coutras avant de retourner en Argentine en 2013.

## Palmarès
Il est champion de France de Nationale 1 avec l'US Coutras en 2010 et 2011.